# Richard Mills
Pour les articles homonymes, voir Mills.
Richard John Mills AM, Dmu BA(Hons) en Queensland (Toowoomba, 14 novembre 1949) est un chef d'orchestre et compositeur australien.
Il est actuellement directeur artistique du Victorian Opera et anciennement directeur artistique du West Australian Opera et conseiller artistique de l'Orchestre Victoria. Il reçoit la commande du Victorian Opera d'écrire son opéra de chambre en deux actes, Summer of the Seventeenth Doll (1996), ainsi que de l'Opéra d'Australie, d'écrire l'opéra Batavia (2001).

## Carrière
Richard Mills naît et grandit à Toowoomba, dans le Queensland en Australie. Il fréquente le Nudgee Collège à Brisbane, puis il étudie à la Guildhall School of Music and Drama à Londres. Il travaille en tant que percussionniste en Angleterre et pour l'Orchestre symphonique de Tasmanie. Richard Mills commence à diriger et à composer dans les années 1980.
En 1988, pour célébrer le bicentenaire australien, la compagnie Australian Broadcasting Corporation (ABC) lui commande la réorchestration de Majestic Fanfare de Charles Williams, la signature musicale d'ABC news et des émissions de télévision, dans une version plus moderne, et en idiome australien.
Il est engagé pour diriger l'Opéra d'Australie lors de la production de l'intégrale de Der Ring des Nibelungen de  Richard Wagner au Théâtre d'État de Melbourne, en 2013, lors du bicentenaire de la naissance du musicien. Le 5 juin 2013, il se retire du Ring de l'Opéra d'Australie.

## Prix et honneurs
Il remporte le prix de composition Albert H. Maggs en 1982. 
Il est nommé membre de l'ordre de l'Australie (AM) en 1991. 
Il reçoit le Green Room Award en 2001 et 2002 et le Helpmann Award en 2002, pour son opéra Batavia ; en 2006, pour sa direction de Tristan und Isolde de Wagner et en 2007 pour la meilleure direction musicale de son opéra The Love of the Nightingale. Il reçoit également le prix de la Fondation Ian Potter pour les compositeurs. 
Mills est le compositeur vedette lors de Musica Viva Australia en 2008. 
En 2009, il remporte le prix de l'œuvre orchestrale de l'année pour Tivoli Dances et est nommé pour Palm Court Suite deux œuvres composées par Graeme Koehne et jouées par l'Orchestre symphonique de Tasmanie, dirigé par Richard Mills.

## Œuvres

### Œuvre pour la scène
- Snugglepot and Cuddlepie (1987), ballet inspiré de la série de livres pour enfants Snugglepot and Cuddlepie
- Earth Poem / Sky Poem (1993), musique d'œuvre théâtrale pour musiciens et danseurs aborigènes, orchestre et sons électroniques
- Summer of the Seventeenth Doll (1996), opéra en deux actes, livret de Peter Goldsworthy d'après la pièce de Ray Lawler
- Batavia (2001), opéra en trois actes, livret de Peter Goldsworthy
- The Love of the Nightingale (2007), opéra en deux, livret de Timberlake Wertenbaker

### Œuvres vocales et chorales
- Festival Folk Songs (1985) pour mezzo-soprano, ténor, soprano garçon, chœur mixte, chœur d'enfants, 2 chœurs de cuivres (optionnel) et orchestre
- Sappho Monologues (1991) pour soprano et orchestre, textes d'après Sappho, édités par le compositeur
- Symphonic Poems (2001), recueil de poèmes de David Campbell et James McAuley, pour soprano, mezzo-soprano, basse, chœur mixte, 3 ensembles de cuivres
- The Little Mermaid (2005) pour narrateur, chœur d'enfants, orchestre ; texte d'après Hans Christian Andersen
- Four Antiphons of the Blessed Virgin (2 septembre 2005, à l'Ospedaletto, de Venice) pour ténor et orgue
- Songlines of the Heart's Desire (2007), commande du Ian Potter Trust, sur des poèmes d'un poète anonyme chinois du XVe siècle, du Bengali Rabindranath Tagore, de l'Américain Kenneth Patchen, du français tunisien Amina Said et des Australiens John Shaw Neilson et Judith Wright[5].

### Concertos
- Concerto pour trompette et orchestre (1982) écrit pour Bruce Lamont
- Soundscapes for Percussion and Orchestra (1983) pour percussions solo et orchestre
- Fantastic Pantomimes (1987) pour flûte, hautbois, clarinette, cor, trompette et orchestre
- Concerto pour violoncelle et orchestre (1990) écrit pour Raphael Wallfisch
- Concerto pour flûte et orchestre (1990) écrit pour James Galway
- Concerto pour violon et orchestre (1992)
- Concerto pour violon et alto et orchestre de chambre (1993) écrit et créé par Dene Olding et Irina Morozova
- Double concerto pour violon et clarinette (2002) écrit pour Walter et Elsa Verdehr de l'université du Michigan

### Orchestre
- Bamaga Diptych (1989)
- Tenebrae (1992)
- Pages from a secret journal
- Symphony of Nocturnes (2008)
- Puissance nocturne des arbres ; Bruissement, jeux fantômes ; Créatures nocturnes ; Air de trompette de l'Archange pour sa majesté des nuages au clair de lune.

### Musique de chambre
- Sonate pour quintette de cuivre (1985)
- Quatuor à cordes n° 1 (1990)
- Four Miniatures (1992) pour violon, clarinette et piano
- Here where death and life are met (no year) pour voix aiguë et piano sur un texte de Judith Wright
- Requiem Diptych pour quintette de cuivre (1997)
- Songs without Words (1998) sur un poème d'Ern Malley pour hautbois et quatuor à cordes
- Jamaican Entertainment (2002) arrangement de la musique d'Arthur Benjamin pour flûte, clarinette, soprano et piano (voir Two Jamaican Pieces).
- A Little Diary (2002) pour clarinette et quatuor à cordes
- Woman to Man (2004) cycle de mélodies pour mezzo-soprano et piano, sur un texte de Judith Wright
- Quatuor à cordes n° 2 (2007)
- Impromptu, d'après Schubert (2014)

### Instrumentales
- Epithalamium (1985) pour orgue
- Pastoral pour hautbois seul (1993)
- Six Preludes pour hautbois seul (1991)

### Œuvres pédagogiques
- Little Suite pour orchestre (1983) pour orchestre d’étudiants
- Miniatures and Refrains (1986) pour quatuor à cordes
- Sonatina pour quatuor à cordes (1986)